# Domagoj Matošević
Domagoj Matošević (Zagreb, 24. srpnja 1977.) - hrvatski katolički svećenik, magistar teologije, moderator Nadbiskupskog duhovnog stola i vršitelj dužnosti Nadbiskupijskog ekonoma, prijašnji rektor Međubiskupijskog sjemeništa na zagrebačkoj Šalati i Hrvatskog nacionalnog Svetišta Majke Božje Bistričke u Mariji Bistrici. 
Rođen je u Zagrebu 1977. godine. Djetinjstvo je proveo u zagrebačkom naselju Trnje. Nakon osnovne škole upisao je Turističku školu koju završava 1996. godine. U vrijeme srednje škole intenzivno se bavio rukometom. Tada je želio biti vrhunski sportaš i profesionalno se baviti rukometom. Nakon završetka srednje škole upisao je Katolički bogoslovni fakultet. Godine 2002. završio je KBF te je pod mentorstvom Tomislava Ivančića napisao diplomski rad s temom „Duhovna pomoć oboljelima od posttraumatskog stresnog poremećaja metodom hagioterapije“. Iste godine zaređen je za đakona Zagrebačke nadbiskupije te je poslan na đakonsku službu u župu sv. Kvirina u Sisku.
Zaređen je za svećenika 2003. godine. Prva služba bila mu je župnog vikara u župi sv. Blaža u Zagrebu. Godine 2005. poslan je na studij pastoralne teologije na sveučilište „Lateran“ u Rimu. Magistrirao je 2007. godine s temom „Uloga animatora u pastoralu obitelji“. Bio je rektor Međubiskupijskog sjemeništa na zagrebačkoj Šalati od 2011. do 2016. godine, a prije toga Povjerenik za pastoral mladih u Zagrebačkoj nadbiskupiji.
Od 2016. rektor je Hrvatskog nacionalnog Svetišta Majke Božje Bistričke u Mariji Bistrici, gdje je naslijedio Zlatka Korena. Smatra se među najperspektivnijim mladim svećenicima Zagrebačke nadbiskupije i odličan je organizator i pastoralac.